# جونا
جونا (به لاتین: Jona) یک منطقهٔ مسکونی در سوئیس است که در رپپرسویل-جونا واقع شده‌است. جونا ۱۷٬۷۹۹ نفر جمعیت دارد.